# Pont-canal des Herbettes
Le pont-canal des Herbettes est un pont-canal du canal du Midi situé à Toulouse à 2 km du port Saint-Sauveur. Il porte le canal au-dessus du périphérique de Toulouse. C'est le seul pont-canal du canal du Midi qui enjambe une route.

## Histoire
Le pont-canal, dont la cuve est en acier, fait 74 m de long et a été achevé en 1983.
En 2008, deux vannes actionnées par des vérins hydrauliques ont été installées aux deux extrémités du pont, pour une question de sécurité. Ce mécanisme permet d'isoler le pont-canal du reste du canal du Midi dans le cas où des fuites seraient détectées par les sondes implantées sous le tablier, afin d'éviter une inondation du périphérique[réf. nécessaire].
En 2017, une visite complète et un contrôle du bon fonctionnement des deux clapets sont réalisés. Ce contrôle de l'ouvrage est imposé par de nouvelles normes de sécurité à la suite de la catastrophe d'AZF du 21 septembre 2001.

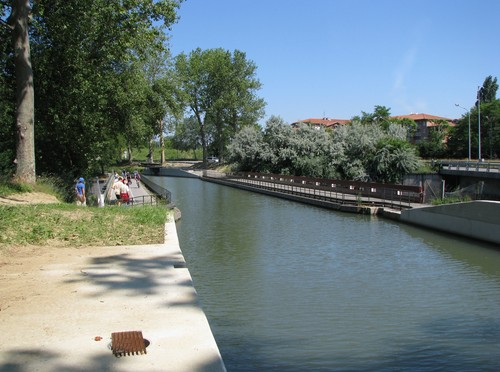
Pont au niveau du canal